# Димер (насеље)
Димер (њем. Dümmer) општина је у њемачкој савезној држави Мекленбург-Западна Померанија. Једно је од 89 општинских средишта округа Лудвигслуст. Према процјени из 2010. у општини је живјело 1.365 становника. Посједује регионалну шифру (AGS) 13054027.

## Географски и демографски подаци
Димер се налази у савезној држави Мекленбург-Западна Померанија у округу Лудвигслуст. Општина се налази на надморској висини од 51 метра. Површина општине износи 31,4 km². У самом мјесту је, према процјени из 2010. године, живјело 1.365 становника. Просјечна густина становништва износи 44 становника/km².